# 法蘭高·齊費里尼
法蘭高·齊費里尼（義大利語：Franco Zeffirelli，1923年2月12日—2019年6月15日），著名意大利電影及歌劇導演，亦曾是意大利政治家。成名作是改編自莎翁名劇《羅密歐與朱麗葉》的《殉情記》。

## 生平
齊費里尼在佛罗伦萨出生，原名Gianfranco Corsi，父親Ottorino Corsi是一名綢布商人，母親Adelaide Garosi是Corsi的情婦，齊費里尼則是兩人的私生子。母親最後依照意大利為私生子改姓的傳統，把法蘭高的姓改為Zeffirelli（齊費里尼）。六歲時母親逝去，在英籍家庭女教師的照顧下長大，因而有一口流利的英語，更認識了Scorpioni中人。齊費里尼亦於1994年把當年的經歷改編成電影《情深一吻》。
1941年從佛羅倫斯學院美術館畢業後，聽從父親的指示入佛羅倫斯大學修讀建築學，卻適逢第二次世界大戰爆發。齊費里尼決定休學，為意大利抵抗運動而戰，更在碰上盟軍後為英國陸軍當翻譯。戰後雖然回到佛羅倫斯大學繼續學業，但興趣卻轉向為舞台劇當幕後人員，包括佈景設計等。
1940年代末，在盧奇諾·維斯孔蒂導演的歌劇中當幕後人員時認識了維斯孔蒂，更因受維斯孔蒂的賞識而當上了他的副導。

### 政治生涯
1994年起從政，曾屬貝盧斯科尼的意大利力量黨，但在該黨溶入自由人民黨後則屬自由人民黨。

### 逝世
2019年6月15日辭世，享耆壽96歲。

### 私人生活
齊費里尼是公開身分的同性戀者，更曾與盧奇諾·維斯孔蒂有過一段關係。
齊費里尼也領養了兩名成年男子；他們曾與齊費里尼一起工作，其後更一起住，照顧齊費里尼的生活。

## 作品

### 電影
| 年份 | 電影                 | 電影                     | 備註         |
| 年份 | 中文譯名             | 原名                     | 備註         |
| ---- | -------------------- | ------------------------ | ------------ |
| 1965 | 《波希米亞人》       | La bohème                | 只製作設計師 |
| 1967 | 《馴悍記》           | The Taming of the Shrew  |              |
| 1968 | 《殉情記》           | Romeo and Juliet         |              |
| 1972 | 《太陽兄弟月亮姊妹》 | Brother Sun, Sister Moon |              |
| 1977 | 《萬世救主》         | Jesus of Nazareth        |              |
| 1979 | 《赤子情》           | The Champ                |              |
| 1981 |                      | Endless Love             |              |
| 1982 | 《鄉村騎士》         | Cavalleria Rusticana     |              |
| 1982 | 《丑角》             | Pagliacci                |              |
| 1983 | 《茶花女》           | La Traviata              |              |
| 1986 | 《奧泰羅》           | Otello                   |              |
| 1990 | 《王子復仇記》       | Hamlet                   |              |
| 1996 | 《簡愛》             | Jane Eyre                |              |
| 1999 | 《情深一吻》         | Tea With Mussolini       |              |
| 2002 | 《永遠的卡拉絲》     | Callas Forever           |              |

### 歌劇
- 《波希米亚人》 (1982) (live Metropolitan Opera – stage director)
- Tosca (1985), (live Metropolitan Opera – stage director)
- Don Giovanni (live Metropolitan Opera – stage director)
- Don Carlo with Luciano Pavarotti and Daniela Dessi(live La Scala – stage director)
- Storia di una capinera also known as Sparrow (1993) with Sheherazade Ventura

## 外部連結
- 法蘭高·齊費里尼在互联网电影资料库（IMDb）上的資料（英文）
- 互聯網百老匯資料庫（IBDB）上法蘭高·齊費里尼的資料（英文）
- 有關瑪麗亞·卡拉絲及《永遠的卡拉絲》的訪問
- 於1999年有關《情深一吻》的訪問 （页面存档备份，存于）